# Kirchheim in Schwaben
Kirchheim in Schwaben (ufficialmente Kirchheim i.Schw.) è un comune tedesco di 2 505 abitanti, situato nel land della Baviera.